# John Bean
John Edward Bean, né le 27 juin 1927 à Carshalton et mort le 9 novembre 2021 dans le Yorkshire du Nord, est un acteur politique et écrivain britannique, durablement engagé dans les sphères de l’extrême droite au Royaume-Uni. Il contribua, par ses écrits et son militantisme, à divers courants et organisations de cette mouvance idéologique, participant activement à leur développement tout au long de sa carrière.

## Jeunesse
Né en 1928 à Carshalton, dans le comté de Surrey, il connut, dès l’âge de treize ans, l’épreuve redoutable des bombardements qui frappèrent sa famille résidant à Blackfen, Sidcup, en février 1941. Dans sa jeunesse, il manifesta une éphémère inclination pour les idéaux communistes, prônant un soutien à l’URSS durant ses années scolaires. Cette ardeur juvénile s’étiola promptement, si bien qu’à l’orée de son service national en 1945, il se montrait largement dénué d’engagement politique. Incorporé initialement comme navigateur stagiaire au sein de la réserve des volontaires de la Royal Air Force, il rejoignit par la suite la Royal Navy en qualité de marin. Formé au métier de mécanicien radar, il fut affecté au HMS Bulawayo, un bâtiment de ravitaillement de la flotte, lequel effectua plusieurs traversées vers Trinité jusqu’à la cessation de son service naval en juin 1948. En 1950, il séjourna brièvement en Inde, où il exerça la fonction de chimiste dans une manufacture de peinture. N’ayant pu s’y établir durablement, il regagna la Grande-Bretagne six mois plus tard. 

## Politique

### Union Movement
À son retour, Bean s’engagea dans les assemblées de l'Union Movement, séduit par l’idéologie prônant l’unification de l’Europe en une seule nation et par la détention d’Oswald Mosley, emprisonné pour ses convictions. Il intégra initialement le Service spécial de propagande, chargé principalement de diffuser le périodique du parti, Union. Rapidement, il s’imposa comme une figure éminente de l'UM dans l’East End de Londres, avant d’être nommé responsable d’une section à Putney en 1952. Toutefois, désillusionné par les perspectives limitées de progression du mouvement, Bean rompit tout lien avec celui-ci en février 1953. Par la suite, il effectua une brève incursion au sein du Parti conservateur de Barnes, expérience qui ne dura que deux mois.

### Parti national-travailliste et BNP
Après une période d'inertie, il s'allia à Andrew Fountaine, qui s'efforçait de constituer une formation politique, le Front national, et entreprit la publication d'un périodique intitulé National Unity. Ses travaux suscitèrent l'intérêt d'A. K. Chesterton. Le projet du Front national n'ayant pas prospéré, il résolut d'intégrer la Ligue des loyalistes de l'Empire, où il occupa d'abord la charge d'organisateur pour la région septentrionale, avant d'exercer ses fonctions au siège à Londres. Poursuivant la publication de son journal, rebaptisé The Loyalist, il se heurta rapidement à l'atonie politique de la Ligue et à ses accointances avec le Parti conservateur, ce qui le conduisit à rompre avec cette organisation en 1957. En compagnie de Fountaine, il fonda alors le Parti national-travailliste. Fountaine, gentilhomme terrien originaire du Norfolk, issu d'une lignée de propriétaires fonciers, assumait officiellement la présidence de ce nouveau groupement, mais son rôle demeurait largement symbolique, le véritable ascendant étant exercé par Bean. 
Le NLP n’obtint que des résultats fort modestes lors des scrutins électoraux, son envergure demeurant, par essence, circonscrite à un mouvement marginal. En conséquence, John Bean, son instigateur, résolut, en 1960, de fondre son organisation dans une autre entité dissidente issue de la LEL, à savoir la Ligue de défense blanche, pour donner naissance au British National Party (BNP). Dès la genèse de ce dernier, Bean fut investi de la charge de premier dirigeant. Aux prémices de l’existence du groupe, Bean, conjointement avec Colin Jordan, naguère à la tête de la White Defence League, fut sollicité par Oswald Mosley. Ce dernier leur proposa d’intégrer son Union Movement, à condition que le BNP s’y trouvât subsumé. Les deux hommes, toutefois, déclinèrent cette offre.
Après avoir joui d’un éphémère appui dans la capitale britannique, le parti connut promptement des vicissitudes lorsque Colin Jordan s’imposa comme son principal porte-parole. En 1962, un chroniqueur observa que Jordan s’érigeait en une figure évoquant un Adolf Hitler britannique. En réponse, Bean, avec une pointe d’ironie, se plaisanta auprès d’un rédacteur du Daily Mail en se qualifiant de « Joseph Goebbels britannique ». Toutefois, des divergences idéologiques marquées émergèrent rapidement entre Bean et Jordan, ce dernier incarnant un extrémisme jugé rédhibitoire. Peu après, Jordan se sépara du parti pour fonder le Mouvement national-socialiste, entraînant dans son sillage des figures naissantes telles que John Tyndall et Denis Pirie. Le point de rupture survint lors de la réunion du conseil national du parti en 1962, lorsque Bean proposa une motion visant à réprouver l’adhésion ostentatoire de Jordan au nazisme. Cette motion fut adoptée par sept voix contre cinq, précipitant une scission immédiate au sein du parti. Malgré cette fracture, environ quatre-vingts pour cent des adhérents demeurèrent fidèles au BNP. Bean attribua la marginalisation du parti dans l’arène politique britannique aux accointances néfastes avec le nazisme, imputables à Jordan et Tyndall. 
Lors des scrutins généraux de 1964, John Bean, se portant candidat sous l’égide du BNP dans la circonscription de Southall, recueillit 3 410 suffrages, soit 9,3 % des voix exprimées, constituant ainsi le score le plus notable obtenu par un parti minoritaire dans l’après-guerre à cette époque. Un autre postulant du BNP, dans la circonscription de Deptford, réunit quant à lui près de 2 000 voix. En 1966, Bean se représenta à Southall, mais son résultat électoral déclina, n’atteignant que 2 600 suffrages. Malgré une progression modeste de l’adhésion au BNP, Bean jugea nécessaire de fédérer les forces nationalistes en s’alliant à d’autres groupements partageant des vues similaires. À cet effet, avec l’entremise de Ted Budden, il organisa une réunion privée réunissant son ancien mentor, A. K. Chesterton, ainsi qu’un représentant de la Racial Preservation Society. Cette concertation aboutit, en 1967, à la création du Front national.

### NF et retraite politique
Bean, personnage devenu marginal au sein du NF, vit son influence décliner au profit d'autres factions, notamment celle du BNP, progressivement reléguée à l'arrière-plan. Il occupa la fonction de vice-président de la Direction exécutive, un organe subalterne largement assujetti à la Direction politique. Candidat en seconde position pour la circonscription d'Ealing lors des élections au Conseil du Grand Londres en 1967, il se retira de ce poste en 1968. Bien que demeurant membre du NF, il ne fut sollicité que sporadiquement pour des responsabilités de moindre envergure jusqu’en 1972, date à laquelle il cessa presque entièrement de s’impliquer activement. Retiré dans une retraite politique, son adhésion au mouvement s’éteignit en 1977. Par la suite, il ne réapparut que de manière fugace, notamment pour soutenir épisodiquement le Mouvement constitutionnel initié par son ancien compagnon d’armes, Andrew Fountaine, ainsi que pour participer à la marche de la Countryside Alliance le 1er mars 1998. 
Au cours de cette période, il rédigea deux ouvrages. Ten Miles From Anywhere (Hedgerow Publishing, 1995) scruta les mutations advenues dans un bourg du Suffolk au seuil du XXe siècle. Many Shades of Black (New Millennium, 1999) constitua, jusqu'à cette date, son principal écrit d'essence politique. Par la suite, il composa un roman, Blood in the Square, qui mit en scène, sous une forme fictionnelle, certaines de ses expériences politiques des années 1960. En août 2016, son roman historique, Trail of the Viking Finger (Troubador Publications), fut donné à l'impression. 

### Bean dans le BNP et le BDP
Après l'effondrement politique de John Tyndall, Bean, ayant mis un terme à sa retraite, s'affilia au Parti national britannique, alors dirigé par Nick Griffin. Il s'investit activement dans les rouages administratifs de cette formation, assumant des fonctions notables au sein de son organisation. Lors des élections européennes de 2004, il se porta candidat pour le compte du parti, occupant la septième position sur la liste des candidats présentée dans la circonscription d'Écosse. Auparavant, il administrait un site internet personnel, avant de rédiger une chronique régulière pour le portail officiel du PNB. Par ailleurs, il exerça la charge de rédacteur en chef du périodique Identity, organe du parti, jusqu'au mois de mars 2010.
En raison de son insatisfaction à l'égard de la gouvernance exercée par Griffin, Bean a requis avec insistance que ce dernier abdiquât ses fonctions de président national afin de se consacrer principalement à la gestion des affaires de la contrée nord-occidentale. 
En mai 2011, Bean apporta son soutien à Andrew Brons, alors député européen du BNP pour la circonscription du Yorkshire et Humber. Il contribua de manière substantielle au site internet de l'équipe de Brons, y rédigeant notamment des articles traitant de génétique et d'hérédité, de nationalisme ainsi que d'une éventuelle confédération européenne. Par la suite, il s'engagea dans le Parti démocrate britannique, formation politique fondée par Brons en février 2013. 

## Vie privée
Bean vécut ses ultimes années dans le Yorkshire du Nord. Il s’éteignit le 9 novembre 2021, à l’âge de quatre-vingt-quatorze ans. Une notice nécrologique, parue sur le site nationaliste blanc Counter-Currents, mentionnait qu’il laissait pour pleurer son trépas son épouse Marion, âgée de soixante-douze ans, ainsi que son fils et sa fille. 

## Élections contestées
Élections parlementaires britanniques
| Date de l'élection | Circonscription électorale | Parti | Votes | %   |
| ------------------ | -------------------------- | ----- | ----- | --- |
| 1964               | Southall                   | BNP   | 3 410 | 9.1 |
| 1966               | Southall                   | BNP   | 2 768 | 7.4 |

Élections du Conseil du Grand Londres
| Date de l'élection | Circonscription électorale | Parti | Votes | %   |
| ------------------ | -------------------------- | ----- | ----- | --- |
| 1967               | Ealing                     | NF    | 2 164 | 1.9 |

Élections au Parlement européen
| Date de l'élection | Région | Parti | Votes  | %   | Résultats | Remarques                                       |
| ------------------ | ------ | ----- | ------ | --- | --------- | ----------------------------------------------- |
| 2004               | Écosse | BNP   | 19 427 | 1.7 | Non élu   | Circonscriptions plurinominales; liste de parti |